# Ганс Вайсс
Ганс Вайсс (нім. Hans Weiß; 8 серпня 1911, Іллертіссен — 2 жовтня 1978, Кюнцельзау) — німецький офіцер, оберштурмбаннфюрер СС. Кавалер Лицарського хреста Залізного хреста.

## Біографія
1 грудня 1931 року вступив у НСДАП (квиток №749 042), 1 серпня 1932 року — в СС (посвідчення №47 390). Член товариства Лебенсборн. В червні 1933 року пройшов політичну підготовку у Вюртемберзі. В листопаді 1934 року вступив у частини посилення СС, служив у дивізіону зв'язку СС. Пройшов курс командира взводу під керівництвом Фелікса Штайнера, згодом очолив 3-й батальйон штандарту СС «Дойчланд». З червня 1941 року — командир 4-ї роти розвідувального дивізіону «Дас Райх», з 4 лютого 1942 року — мотоциклетного дивізіону і,одночасно, заступник командира бойової групи «Дас Райх», з червня 1942 року — 2-го розвідувального дивізіону СС «Дас Райх», з квітня 1943 року — 1-го дивізіону 2-го танкового полку СС «Дас Райх», з 20 березня 1944 року — 102-го важкого танкового дивізіону СС. 18 серпня 1944 року потрапив в американський полон. Загинув в автокатастрофі.

## Звання
- Унтершарфюрер СС (1 січня 1934)
- Обершарфюрер СС (23 березня 1934)
- Гауптшарфюрер СС (15 березня 1935)
- Унтерштурмфюрер СС (9 листопада 1936)
- Оберштурмфюрер СС (20 квітня 1938)
- Гауптштурмфюрер СС (1 липня 1940)
- Штурмбаннфюрер СС (20 квітня 1943)
- Оберштурмбаннфюрер СС (21 червня 1944)

## Нагороди
- Почесний кут старих бійців
- Йольський свічник
- Почесна шпага рейхсфюрера СС
- Кільце «Мертва голова»
- Почесний кинджал СС
- Відзнака Німецької асоціації порятунку життя в бронзі
- Німецька імперська відзнака за фізичну підготовку в бронзі
- Спортивний знак СА в бронзі
- Медаль «У пам'ять 13 березня 1938 року»
- Медаль «У пам'ять 1 жовтня 1938»
- Медаль «За вислугу років у СС» 4-го і 3-го ступеня (8 років)
- Залізний хрест
  - 2-го класу (вересень 1939)
  - 1-го класу (12 серпня 1940)
- Нагрудний знак «За поранення»
  - в чорному (13 вересня 1939)
  - в сріблі (1 квітня 1942)
- Штурмовий піхотний знак в бронзі (2 квітня 1942)
- Медаль «За зимову кампанію на Сході 1941/42» (15 серпня 1942)
- Лицарський хрест Залізного хреста (6 квітня 1943)
- Нагрудний знак ближнього бою в сріблі
- Німецький хрест в золоті (23 квітня 1944)